# Amphimonhystera helgolandica
Amphimonhystera helgolandica är en rundmaskart. Amphimonhystera helgolandica ingår i släktet Amphimonhystera och familjen Monhysteridae. Inga underarter finns listade i Catalogue of Life.